# Cane da pastore della Lessinia e del Lagorai
Il Cane da pastore della Lessinia e del Lagorai, detto anche semplicemente "pastore del Lagorai", "pastore della Lessinia", "pastore della val d'Adige", "pastore mocheno", oppure "cane baio" nel gergo dei pastori, è un’antica razza canina italiana riconosciuta dall'Enci il 24 giugno 2020 con attivazione del Registro Supplementare Aperto, atto all’iscrizione di soggetti appartenenti a popolazioni tipiche italiane in fase di recupero e conseguentemente all’emissione di certificati RSA. Da sempre utilizzato nelle attività pastorali e di conduzione del gregge nelle aree montane del Nord-Est d’Italia (Lombardia orientale, Trentino-Alto Adige, Veneto e Friuli-Venezia Giulia), e per l'annuale transumanza del bestiame dalle montagne al mare e viceversa, attraverso le pianure del Triveneto.

## Storia
Come molte razze locali, vanta antenati antichissimi. Prove dell'esistenza di cani paratori nella conduzione di ovini e caprini nelle Alpi italiane risalgono infatti all'epoca neolitica. Discendenti dall'antico cane che probabilmente giunse sull'arco alpino al seguito delle migrazioni di popolazioni nomadi provenienti dalla Paflagonia attraverso le Alpi orientali. Popolazioni che a loro volta avevano avuto conoscenza delle tecniche di allevamento degli animali domestici e dal cane dai Natufiani. Le esportazioni a partire dal sec. XVIII in tutta Europa della pecora di razza merinos a partire dalla penisola iberica, unitamente a cani conduttori spagnoli, hanno influenzato quasi tutte le etnie canine pastorali locali europee, in particolare quelle francesi e tedesche. Ceppi di cani conduttori sono stati quindi importati nel nord est italiano dalle terre tedescofone attraverso le migrazioni trentine, da cui il nome di pastore mòcheno.
Il Pastore del Lagorai è ancora allevato in prevalenza come ausiliario per il lavoro nelle malghe e nelle aziende agro-pastorali; ciò ha consentito di preservare intatte le sue doti naturali, che lo rendono un cane rustico, di ottima costituzione e salute, esente dalle principali patologie ereditarie.
È in corso un progetto di recupero, valorizzazione e salvaguardia dalla sua estinzione promosso dalla Società Italiana Pastore della Lessinia e del Lagorai che ne ha curato il riconoscimento ufficiale presso l'Ente preposto a partire dal 2016. Nel 2018 si è tenuto a Fara Gera d'Adda (BG) il primo e più grande raduno della razza ufficialmente autorizzato dall'Enci.

## Descrizione
Ha aspetto tipicamente lupoide, mesomorfo, di taglia media e agile, con grandi orecchie triangolari generalmente portate erette, ma anche semi erette o cadenti. Il pelo è semi lungo con folto sottopelo, il mantello è generalmente nero, marrone o merle (macchie grigio nere o fulve su fondo grigio o bianco, e dai caratteristici contorni irregolari) anche con ampie chiazze bianche. Ha temperamento vivace, curioso, di spiccata docilità, lo distinguono la notevole resistenza fisica e le doti nel salto di ostacoli naturali. È un inesauribile camminatore e infaticabile lavoratore specializzato nella conduzione di bestiame ovino, ma all'occorrenza anche bovino ed equino.